# Das Zeitalter der Sterne
Das Zeitalter der Sterne (ISBN 3-426-05793-X, 1985, Orig.: Birthright: The Book of Man, 1982) ist ein Science-Fiction-Roman des US-amerikanischen Schriftstellers Mike Resnick. Der Roman handelt von der Eroberung der Galaxis durch die Menschheit, ein Thema, das Resnick in vielen anderen seiner Werke ebenfalls verwendet.

## Handlung
Das Zeitalter der Sterne spannt sich über einen Zeitraum von 17 Jahrtausenden, beginnend bei den ersten Expansionsversuchen ins Weltall und endet mit dem Tod der letzten Menschen. Es beschreibt die stetige Expansion, einschließlich der Rückschläge. Die intelligenten Rassen der Galaxis sind von den Menschen überwältigt und anschließend unterdrückt worden, und das mit jedem Mittel, das zur Verfügung stand: wirtschaftlicher Druck und Abhängigkeit, diplomatische Winkelzüge oder einfach militärische Überlegenheit.
Nicht alle Kapitel beschäftigen sich mit der Unterwerfung der Außerirdischen durch die Menschheit, einige handeln auch von der Entwicklungen von einer Demokratie zu einer Monarchie durch die Expansion des menschlichen Imperiums. Der größte Teil der Erzählung dreht sich jedoch um die nie klar definierte Besonderheit der Menschheit, die sie befähigt sich gegen alle Widerstände bei der Eroberung der Galaxis durchzusetzen.
Im Laufe der Zeit ist kein Raum mehr für weitere Ausdehnung des menschlichen Machtbereichs, dementsprechend findet eine Rückentwicklung statt. Interne Streitereien innerhalb des Imperiums und die Ressentiments der Aliens gegenüber den Menschen sorgen für einen Rückgang des Einflusses und der Macht der Menschheit. Resnick beschreibt in diesem Teil einen ähnlichen Zeitraum wie den des Aufstiegs, räumt ihm im Roman aber weniger Platz ein. Trotz ihrer Fähigkeiten, die Galaxis zu erobern, sind die Menschen nun nicht mehr im Stande, ihren Einfluss zu festigen und zu halten. Eines der Kapitel enthüllt, in dem Zusammenhang sehr ironisch, dass literarische Fiktionen bei keiner der Alienrassen bekannt sind und als der Menschheit eigenes Genre.

## Aufbau
Das Buch ist unterteilt in 26 Kapitel, die jeweils eine eigene Geschichte im Verlauf der Menschheitsgeschichte erzählen. Jedes Kapitel hat eine eigenständige Handlung, es gibt keine Charaktere die in mehreren Kapiteln auftauchen. Auf den ersten Blick scheint es sich um eine Kurzgeschichtensammlung zu handeln, die sich aber zu einem Ganzen zusammenfügt. Der Eindruck von Kurzgeschichten lichtet sich erst durch den Zusammenhang der Entwicklung, die sich über 17 Jahrtausende erstreckt. Jedes Kapitel trägt den Namen einer menschlichen Gruppe oder einer Berufsbezeichnung, so zum Beispiel „Die Kartografen“, „Die Künstler“ oder „Die Priester“.
Die meisten Kapitel werden durch Auszüge aus den fiktiven Geschichtsbüchern der Menschen und denen der Aliens eingeleitet, die sich jeweils auf die Vorgänge des folgenden Kapitels beziehen. Verglichen mit der im Kapitel folgenden Erzählung weisen diese „offiziellen“ Geschichtsschreibungen erhebliche Verzerrungen der tatsächlichen Ereignisse auf.

## Inspiration und Verbindung zu anderen Werken
Auch im Zeitalter der Sterne bedient sich Resnick dem Stile einer historischen Erzählung, um den Rahmen seiner Zukunftsvision zu schaffen, ähnliches findet sich in den Romanen Ivory, A Miracle of Rare Design, und Santiago. Resnicks großes Interesse an afrikanischer Geschichte lieferte ihm die Inspiration. Der Kolonialismus des 16. bis 19. Jahrhunderts, unter dem Afrika litt, hat viele Parallelen zur Expansion der Menschheit in Resnicks Universum in diesem Roman. Die Merkmale sind rücksichtslose Ausbeutung der Ressourcen, Unterdrückung der einheimischen Kulturen, basierend auf einer Ideologie der Überlegenheit der eigenen Rasse.
In Zeitalter der Sterne wird vermutet, dass dieses Verhalten eine der Grundzüge menschlicher Natur ist und diese Verhaltensweise sich auch bei einer „Eroberung“ des Weltalls fortsetzen wird. Der spätere Teil beschäftigt sich mit dem Phänomen, dass scheinbar unbesiegbare Großreiche immer langsam zerbröckeln, um am Ende ganz zu verschwinden. Die Geschichte liefert zahlreiche Beispiele, darunter das Römische Reich, das mongolische und das britische Imperium und das Reich Alexander des Großen.
Ebenso kann das Buch als Antithese zur stereotypen bedrohlichen Darstellung Außerirdischer Wesen gesehen werden, die in vielen Filmen und Büchern kolportiert wird, wie in Starship Troopers, und in den Predator- und Alien-Filmen. In Zeitalter der Sterne ist stattdessen die Menschheit selbst die skrupelloseste und gefährlichste Rasse des Universums. Ein ähnliches Konzept findet sich in der Kurzgeschichte With Friends Like These und der Trilogie Die Verdammten des Autors Alan Dean Foster.